# 拉包焦尔毛特
拉包焦尔毛特（匈牙利語：Rábagyarmat）是匈牙利沃什州所辖的一个村，总面积16.79平方公里，总人口797，人口密度47.5人/平方公里（2010年1月1日）。